# Odynerus simplex
Odynerus simplex är en stekelart som beskrevs av Charles Thomas Bingham 1902. Odynerus simplex ingår i släktet lergetingar, och familjen Eumenidae. Inga underarter finns listade i Catalogue of Life.